# Бони Ем
„Бони Ем“ или „Бони М“ (на английски: Boney M.) е диско група, сформирана в Бон през 1976 г.

## История
Постига популярност по време на диско ерата, в края на 70-те години. Състои се от четирима певци: Лиз Мичъл, Марсиа Барет, Мейзи Уилямс и Боби Фарел, като последните двама не участват в записването на студийните албуми на групата.
Групата е създадена от германския продуцент Франк Фариан.
От създаването си групата обикаля дискотеки, клубове и панаири с цел да придобие известност. Дискографията на групата се състои от 8 студийни албума, записани на дългосвирещи грамофонни плочи в периода 1976 – 1985 г., издадени от Hansa Records, а по-късно и преиздавани и ремастерирани на компактдискове от Sony Music. Големият пробив за „Бони Ем“ идва, когато в края на лятото на 1976 г. немски телевизионен продуцент ги кани в шоу. Изпълняват свои песни на живо в шоуто на 18 септември 1976 г. В сценични костюми представят песента Daddy Cool. Тя бързо добива популярност в Германия. През 1976 година е издаден първият студиен албум на групата, Take the Heat off Me, съдържащ мега хитовете Sunny (кавър на песен на Боби Хеб от 1966 г.), Daddy Cool и „No Woman No Cry. С тези песни „Бони Ем“ стават известни из цяла Европа. Sunny и Daddy Cool са в топ 10 хита във Великобритания, която се превръща в един от най-големите им пазари. Обложката на издадения през 1977 г. втори албум на групата, Love for Sale, предизвиква бурни обществени реакции, на която членовете на „Бони Ем“ са голи и оковани със златни вериги, което не е прието за тогавашния морал: Боби Фарел, гол с футуристична златна прашка, оковаващ трите жени, наподобяващи африкански сексуални робини. Хитове от този албум са Ma baker и Belfast. Третият студиен албум на групата, Nightflight to Venus, издаден през 1978 г., съдържа хитовете Rasputin, Rivers of Babylon, Painter Man и Brown Girl in the Ring. Четвъртият студиен албум на „Бони Ем“, Oceans of Fantasy, издаден през 1979 г., съдържа хитовете Bahama Mama, El Lute, I'm Born Again и Gotta Go Home. Петият студиен албум на групата, Boonoonoonoos, издаден през 1981 година, съдържа хитовете Malaika и We Kill The World. Седмият студиен албум на „Бони Ем“, Ten Thousand Lightyears, издаден пред 1984 година, съдържа хита Somewhere in the World, но не носи особен успех и остава единствено на 23 позиция в германските чартове. Осмият и последен студиен албум на „Бони Ем“, Eye Dance, издаден пред 1985 година, съдържа хитовете Young, Free And Single“ и My Chérie Amour, но не носи никакъв успех и е квалифициран като „разочароващ“, „не вдъхновен“ и „огромен провал“ както от гледна точка на критиците, така и и от търговска гледна точка, тъй като членовете на групата не са изобразени на обложката му, а на нея има само анонимна рисунка. Мейзи Уилямс и Марсиа Барет пеят само в някои от песните. Eye Dance не достига никакви чартърни позиции. В началото на 1986 година групата отпразнува 10-годишнината си, прекратява отношенията си с Франк Фариан и се разпада. „Бони Ем“ има успехи и в бившия социалистически лагер – издавана е в България, СССР и ГДР.
Най-известните им хитове са Sunny, Daddy cool, Ma baker, Bahama Mama, No Woman No Cry, El Lute, Belfast, Gotta Go Home, Rasputin, Hooray! Hooray! It's a Holi-Holiday, Rivers of babylon, Brown girl in the ring и Kalimba de Luna.

## Дискография

### Студийни албуми
| 1976 | Take the Heat off Me    | Преиздадени: ● всеки самостоятелно на компактдиск през 1994 г. и 2007 г.; ● Boney M. Original Album Classics (5 CD, 2011); ● Boney M. Complete (9 LP, 2017) | Преиздадени: ● всеки самостоятелно на компактдиск през 1994 г. и 2007 г.; ● Boney M. Original Album Classics (5 CD, 2011); ● Boney M. Complete (9 LP, 2017) | Преиздадени: ● всеки самостоятелно на компактдиск през 1994 г. и 2007 г.; ● Boney M. Original Album Classics (5 CD, 2011); ● Boney M. Complete (9 LP, 2017) | Преиздадени: ● всеки самостоятелно на компактдиск през 1994 г. и 2007 г.; ● Boney M. Original Album Classics (5 CD, 2011); ● Boney M. Complete (9 LP, 2017) | Преиздадени: ● всеки самостоятелно на компактдиск през 1994 г. и 2007 г.; ● Boney M. Original Album Classics (5 CD, 2011); ● Boney M. Complete (9 LP, 2017) |
| 1977 | Love for Sale           | Преиздадени: ● всеки самостоятелно на компактдиск през 1994 г. и 2007 г.; ● Boney M. Original Album Classics (5 CD, 2011); ● Boney M. Complete (9 LP, 2017) | Преиздадени: ● всеки самостоятелно на компактдиск през 1994 г. и 2007 г.; ● Boney M. Original Album Classics (5 CD, 2011); ● Boney M. Complete (9 LP, 2017) | Преиздадени: ● всеки самостоятелно на компактдиск през 1994 г. и 2007 г.; ● Boney M. Original Album Classics (5 CD, 2011); ● Boney M. Complete (9 LP, 2017) | Преиздадени: ● всеки самостоятелно на компактдиск през 1994 г. и 2007 г.; ● Boney M. Original Album Classics (5 CD, 2011); ● Boney M. Complete (9 LP, 2017) | Преиздадени: ● всеки самостоятелно на компактдиск през 1994 г. и 2007 г.; ● Boney M. Original Album Classics (5 CD, 2011); ● Boney M. Complete (9 LP, 2017) |
| 1978 | Nightflight to Venus    | Преиздадени: ● всеки самостоятелно на компактдиск през 1994 г. и 2007 г.; ● Boney M. Original Album Classics (5 CD, 2011); ● Boney M. Complete (9 LP, 2017) | Преиздадени: ● всеки самостоятелно на компактдиск през 1994 г. и 2007 г.; ● Boney M. Original Album Classics (5 CD, 2011); ● Boney M. Complete (9 LP, 2017) | Преиздадени: ● всеки самостоятелно на компактдиск през 1994 г. и 2007 г.; ● Boney M. Original Album Classics (5 CD, 2011); ● Boney M. Complete (9 LP, 2017) | Преиздадени: ● всеки самостоятелно на компактдиск през 1994 г. и 2007 г.; ● Boney M. Original Album Classics (5 CD, 2011); ● Boney M. Complete (9 LP, 2017) | Преиздадени: ● всеки самостоятелно на компактдиск през 1994 г. и 2007 г.; ● Boney M. Original Album Classics (5 CD, 2011); ● Boney M. Complete (9 LP, 2017) |
| 1979 | Oceans of Fantasy       | Преиздадени: ● всеки самостоятелно на компактдиск през 1994 г. и 2007 г.; ● Boney M. Original Album Classics (5 CD, 2011); ● Boney M. Complete (9 LP, 2017) | Преиздадени: ● всеки самостоятелно на компактдиск през 1994 г. и 2007 г.; ● Boney M. Original Album Classics (5 CD, 2011); ● Boney M. Complete (9 LP, 2017) | Преиздадени: ● всеки самостоятелно на компактдиск през 1994 г. и 2007 г.; ● Boney M. Original Album Classics (5 CD, 2011); ● Boney M. Complete (9 LP, 2017) | Преиздадени: ● всеки самостоятелно на компактдиск през 1994 г. и 2007 г.; ● Boney M. Original Album Classics (5 CD, 2011); ● Boney M. Complete (9 LP, 2017) | Преиздадени: ● всеки самостоятелно на компактдиск през 1994 г. и 2007 г.; ● Boney M. Original Album Classics (5 CD, 2011); ● Boney M. Complete (9 LP, 2017) |
| 1981 | Boonoonoonoos           | Преиздадени: ● всеки самостоятелно на компактдиск през 1994 г. и 2007 г.; ● Boney M. Original Album Classics (5 CD, 2011); ● Boney M. Complete (9 LP, 2017) | Преиздадени: ● всеки самостоятелно на компактдиск през 1994 г. и 2007 г.; ● Boney M. Original Album Classics (5 CD, 2011); ● Boney M. Complete (9 LP, 2017) | Преиздадени: ● всеки самостоятелно на компактдиск през 1994 г. и 2007 г.; ● Boney M. Original Album Classics (5 CD, 2011); ● Boney M. Complete (9 LP, 2017) | Преиздадени: ● всеки самостоятелно на компактдиск през 1994 г. и 2007 г.; ● Boney M. Original Album Classics (5 CD, 2011); ● Boney M. Complete (9 LP, 2017) | Преиздадени: ● всеки самостоятелно на компактдиск през 1994 г. и 2007 г.; ● Boney M. Original Album Classics (5 CD, 2011); ● Boney M. Complete (9 LP, 2017) |
| 1981 | Christmas Album         | Преиздаден: ● на компактдиск през 1991 г.; ● Christmas with Boney M. (CD, 2007); ● Boney M. Complete (9 LP, 2017)                                           | | | | |
| 1984 | Ten Thousand Lightyears | Преиздадени: ● всеки самостоятелно на компактдиск през 1994 г. и 2007 г.; ● Boney M. Complete (9 LP, 2017)                                                  | Преиздадени: ● всеки самостоятелно на компактдиск през 1994 г. и 2007 г.; ● Boney M. Complete (9 LP, 2017)                                                  | | | |
| 1985 | Eye Dance               | Преиздадени: ● всеки самостоятелно на компактдиск през 1994 г. и 2007 г.; ● Boney M. Complete (9 LP, 2017)                                                  | Преиздадени: ● всеки самостоятелно на компактдиск през 1994 г. и 2007 г.; ● Boney M. Complete (9 LP, 2017)                                                  | | | |

### Компилации
- 1980 – The Magic of Boney M. – 20 Golden Hits (LP, Hansa – 201 666)
- 1984 – Kalimba de Luna – 16 Happy Songs With Boney M. (LP, Hansa – 206 745)
- 1984 – Christmas with Boney M. (LP, Farian – MMTL 1359)
- 1986 – The Best Of 10 Years (LP, Hansa – 207 500)
- 1986 – Die 20 Schönsten Weihnachtslieder Der Welt (CD, Hansa – 258 018)
- 1986 – The 20 Greatest Christmas Songs (CD, Hansa – 258016)
- 1991 – Happy Christmas (CD, BMG, Ariola – 295 603)
- 1991 – Golden Stars Internacional (CD, Hansa – 68 753 3)
- 1992 – Mega Mix (CD, BMG – 74321 12606 2)
- 1992 – The Most Beautiful Christmas Songs Of The World (CD, BMG – 74321 11933 2)
- 1993 – Gold Hits News Version 93 (MC, Zaiks Biem – GH437)
- 1993 – The Greatest Hits (CD, Telstar – TCD2656)
- 1993 – More Gold (CD, MCI, Bertelsmann Club – 35 003 3)
- 1993 – Gold 20 Super Hits ... And More (CD, BMG Video, MCI – 74321 13140 3)
- 1996 – Best In Spain (CD, Ariola – 74321 38082 2)
- 1998 – Christmas Party (CD, BMG – 74321 60788 2)
- 1999 – Take The Head Off Me. Nightflight To Venus (CD, Bootleg – LC2643)
- 1999 – Hooray! Hooray! Caribbean Night Fever (CD-Single, BMG – 74321 71064 2)
- 1999 – Ultimate (CD, BMG France – 74321683382)
- 2000 – More & More Gold. Vol.3 (CD, Bootleg BMG, Ariola – 74321 20067 3)
- 2000 – Their Most Beautiful Ballads (CD, BMG, MCI – 74321803412)
- 2000 – Sunny (CD-Single, BMG – 74321 73824 2)
- 2001 – Sunny (CD, BMG, Ariola – 74321 24931 2)
- 2001 – The Greatest Hits (CD, BMG – 74321 896142)
- 2002 – Platinum. Greatest Hits (CD, BMG – 724353998456)
- 2002 – The Hits Of Boney M (Maverick Music – 1 – 1122)
- 2003 – Greatest Hits. Kalimba De Luna (CD, Some Wax – SW211-2)
- 2003 – The Sound Of Boney M. (CD, GALAXY MUSIC, Astra – Astra330607)
- 2004 – Greatest Hits. Part II (CD, Some Wax – SW407-2)
- 2004 – Megamix Der Superstars – Edition 2004 (CD, Rat Records)
- 2005 – Boney M Remix 2005. Bobby Farrell Featuring Sandy Chambers (CD, Crisler – CCD 3077)
- 2005 – The Maxi-Singles Collection Volume 1: Extended Version (CD, ESonCD – ESCD 20054 – 2)
- 2006 – The Magic Of Boney M. (CD, Sony BMG Music Entertainment – 88697 03477 2)
- 2007 – Kalimba De Luna (CD, Sony BMG Music Entertainment – 88697094832)
- 2007 – Hit Collection (CD, Sony BMG Music Entertainment – 88697 08966 2)
- 2007 – Bobby Farrell – Disco Collection Boney M. (CD, Танцевальный рай – TP-510)
- 2007 – Christmas with Boney M. (CD, Sony Music Entertainment – 88697140322)
- 2007 – Daddy Cool – The Musical (CD, Sony Music)
- 2008 – Greatest Hits (2 CD, Star Mark, Sony BMG Music Entertainment – 19855 – 1/2)
- 2008 – Rivers Of Babylon. A Best Of Collection (CD, Sony BMG Music Entertainment – 88697 27773 2)
- 2008 – In The Mix (CD, Sony BMG Music Entertainment – 88697 39671 2)
- 2008 – Ultimate Boney M. (Long Versions & Rarities) (3 CD, Sony BMG Music Entertainment – 88697349102)
- 2008 – Rivers Of Babylon: Presenting... Boney M. (CD, Sony BMG Music Entertainment – 88697303332)
- 2008 – The Collection (3 CD, Sony BMG Music Entertainment – 88697 27212 2)
- 2009 – Greatest Hits (3 CD, Sony Music – 88697562192)
- 2010 – Hit Story (4 CD, Sony Music – 88697 77431 2)
- 2010 – Feliz Navidad. Christmas (2 CD, Sony BMG Music Entertainment – 88697 73525 2)
- 2011 – Goes Club. Barbra Streisand. Boney M. (CD, Sony Music – 88697833122)
- 2011 – Boney M. Original Album Classics (5 CD, Sony Music – 88697928702)
- 2011 – Ultimate 2.0 (2 CD, Sony Music – 88697 84794 2)
- 2012 – The Essential Boney M. (2 CD, Sony Music – 88725464362)
- 2012 – The Collection Boney M. (3 CD, Sony Music – 88691952082)
- 2013 – Platinum Hits (2 CD, Music Club Deluxe – MCDLX188)
- 2015 – Diamonds (40th Anniversary Edition) (3 CD, Sony Music – 88875076512)
- 2017 – Boney M. Complete (9 LP, Sony Music – 88985406971)
- 2017 – World Music for Christmas (CD, Sony Music – 88985499082)
- 2017 – Boney M. & Friends. Their Ultimate Top 40 Collection (2 CD, Sony Music – 8985457082)
- 2019 – Boney M. Gold (3 CD, Sony Music – CRIMCD651)
- 2021 – Rasputin (CD, Sony Music)
- 2022 – The Magic Of Boney M. (2 LP: Sony Music – 19439934431; CD: Sony Music – 19439934432)

### Издавано в България
- 1980 – Златни хитове (LP, Балкантон – ВТА 1882), по лиценз на Hansa
- 1983 – Boney M. Oceans Of Fantasy (LP, Балкантон – ВТА 11146), по лиценз на Hansa
- 1983 – Океани на фантазията (MC, Балкантон – ВТМС 7051)
- 1984 – Бони М (SP, Балкантон – ВТК 3775)
- 1985 – Ten thousand lightyears (LP, Балкантон – ВТА 11640), по лиценз на Hansa
- 1986 – Eye dance (LP, Балкантон – ВТА 11947), по лиценз на Hansa

## Външни препатки
- www.fantasticboneym.com Архив на оригинала от 2020-10-03 в Wayback Machine.
- Дискография в discogs.com
- История и дискография в rateyourmusic.com